# Oratio de hominis dignitate
De Oratio de hominis dignitate ('Rede over de waardigheid van de mens') is een Latijns werk geschreven door Giovanni Pico della Mirandola in 1486 en postuum verschenen in 1496. Het was opgevat als inleidende toespraak voor een conferentie in Rome die hij wilde laten debatteren over 900 stellingen van zijn hand. De Katholieke Kerk, vol argwaan tegenover zijn mengsel van christelijke en esoterische ideeën, verbood de conferentie. Hij bracht zich in veiligheid naar Florence en liet nog hetzelfde jaar de 900 stellingen drukken zonder de rede (Conclusiones philosophicae, cabalisticae et theologicae sive Theses DCCCC). Na zijn dood nam zijn neef Gianfrancesco Pico de titelloze rede op in het verzamelwerk Commentationes Ioannis Pici Mirandulae in hoc volumine contentae (1496). Een latere uitgever gaf er de titel Oratio de hominis dignitate aan, wat eind 18e eeuw de aandacht trok van de kantiaan Wilhelm Tennemann. De waardigheid van de mens was immers een centraal concept in de verlichte filosofie van Immanuel Kant. Vanaf dan werd Pico bekend als een vroege verdediger van de menselijke waardigheid, hoewel dat laatste woord slechts tweemaal voorkwam in het hele werk, waarvan de eerste keer dan nog als een kwaliteit van de engelen. Het doel van het werk was uiteen te zetten hoe mensen door kabbalistiek en magie engelen konden worden en vervolgens opgaan in God. Niettegenstaande de rede eeuwenlang weinig impact had en dan ook nog verkeerd werd begrepen toen ze wel onder de aandacht kwam, is ze bekend komen te staan als een van de eerste manifesten van het renaissance-humanisme in Europa. Vooral de roerende aanhef is daarvoor verantwoordelijk, waarin God aan Adam uitlegt dat de mens als een kunstenaar zichzelf mocht vormgeven.

## Edities
- Oratio de hominis dignitate. Rede über die Würde des Menschen, ed. Gerd von der Gönna, Stuttgart, Reclam, 1997. ISBN 9783150096581 (tweetalige editie Latijn-Duits)

## Nederlandse vertalingen
- Over de menselijke waardigheid, vert. Jacob Hemelrijk, Arnhem, Van Loghum Slaterus, 1968, 55 p.
- Rede over de menselijke waardigheid, vertaling en aantekeningen Michiel op de Coul, inleiding en nawoord Jan Papy, Historische Uitgeverij, 2008. ISBN 9789065544520

## Voetnoten
1. ↑  Brian P. Copenhaver, Magic and the Dignity of Man. Pico Della Mirandola and His Oration in Modern Memory, 2019, p. 28-29
2. ↑  Sarah Bakewell, De humanisten. Dromers, denkers en onderzoekers die de wereld veranderden, 2023